# Mnichov (ort i Tjeckien, Södra Böhmen)
Mnichov är en ort i Tjeckien.   Den ligger i regionen Södra Böhmen, i den sydvästra delen av landet, 100 km söder om huvudstaden Prag. Mnichov ligger 464 meter över havet och antalet invånare är 240.
Terrängen runt Mnichov är huvudsakligen platt, men söderut är den kuperad. Terrängen runt Mnichov sluttar söderut. Runt Mnichov är det ganska tätbefolkat, med 75 invånare per kvadratkilometer. Närmaste större samhälle är Strakonice, 6,9 km sydost om Mnichov. Trakten runt Mnichov består till största delen av jordbruksmark.

## Galleri

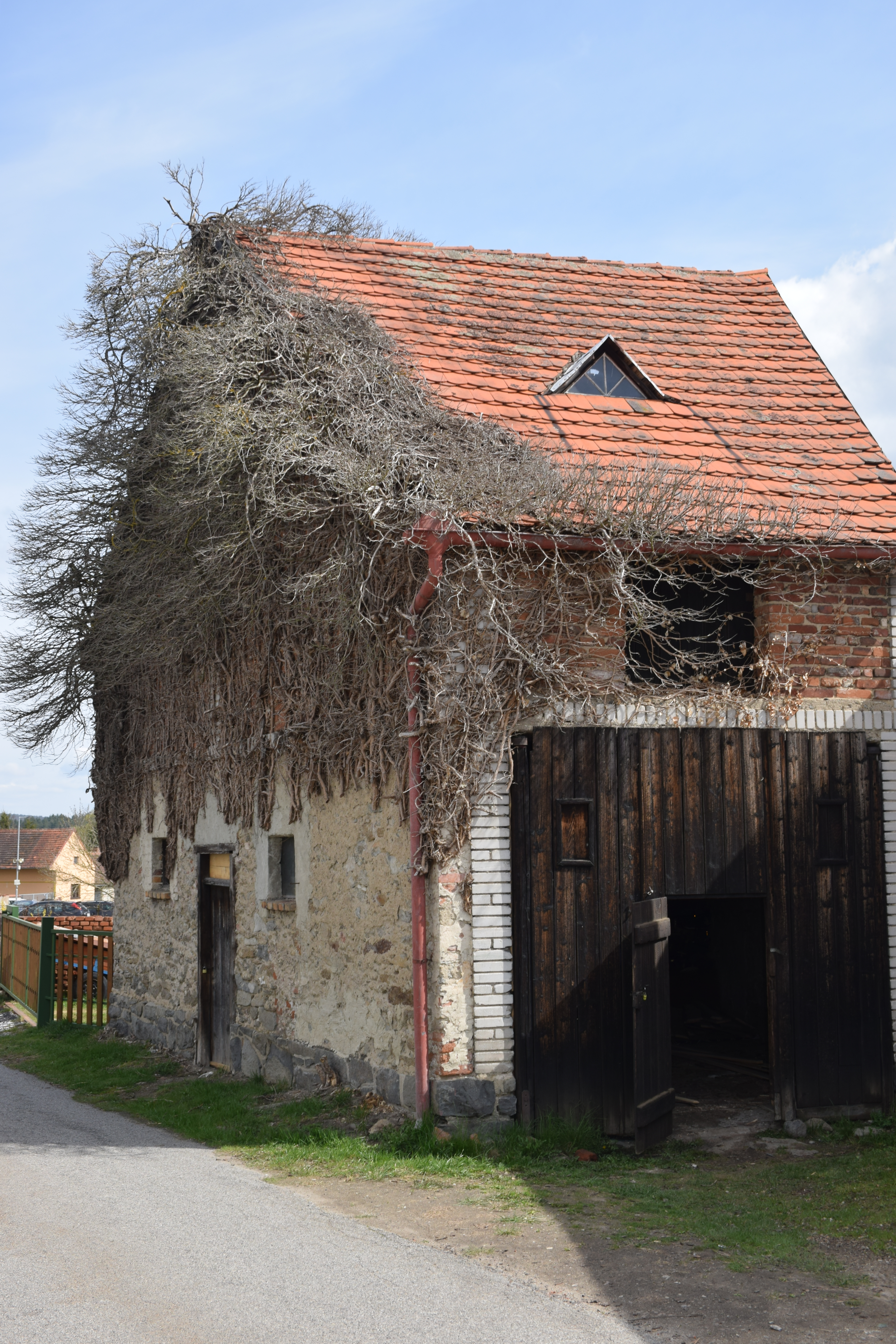
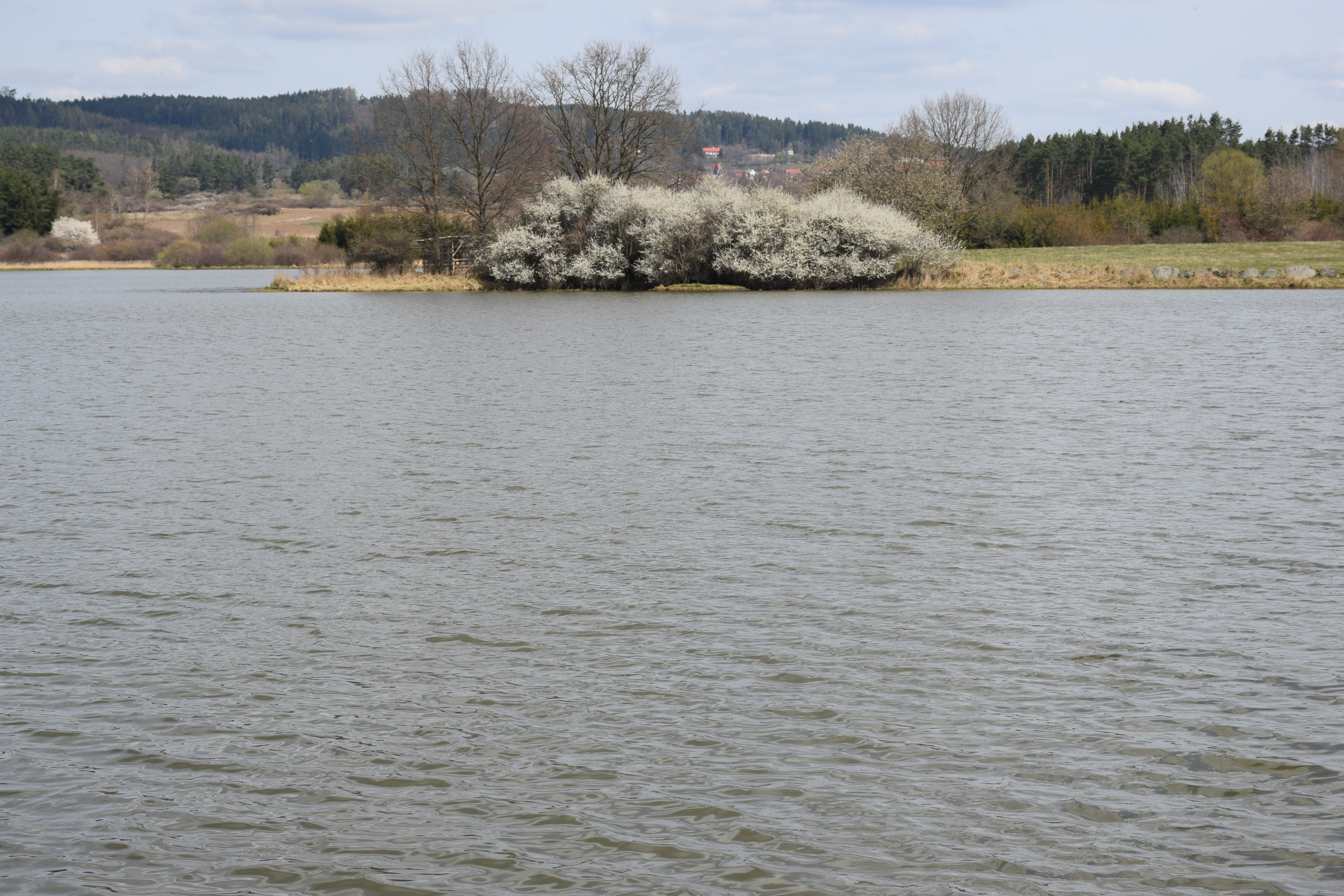
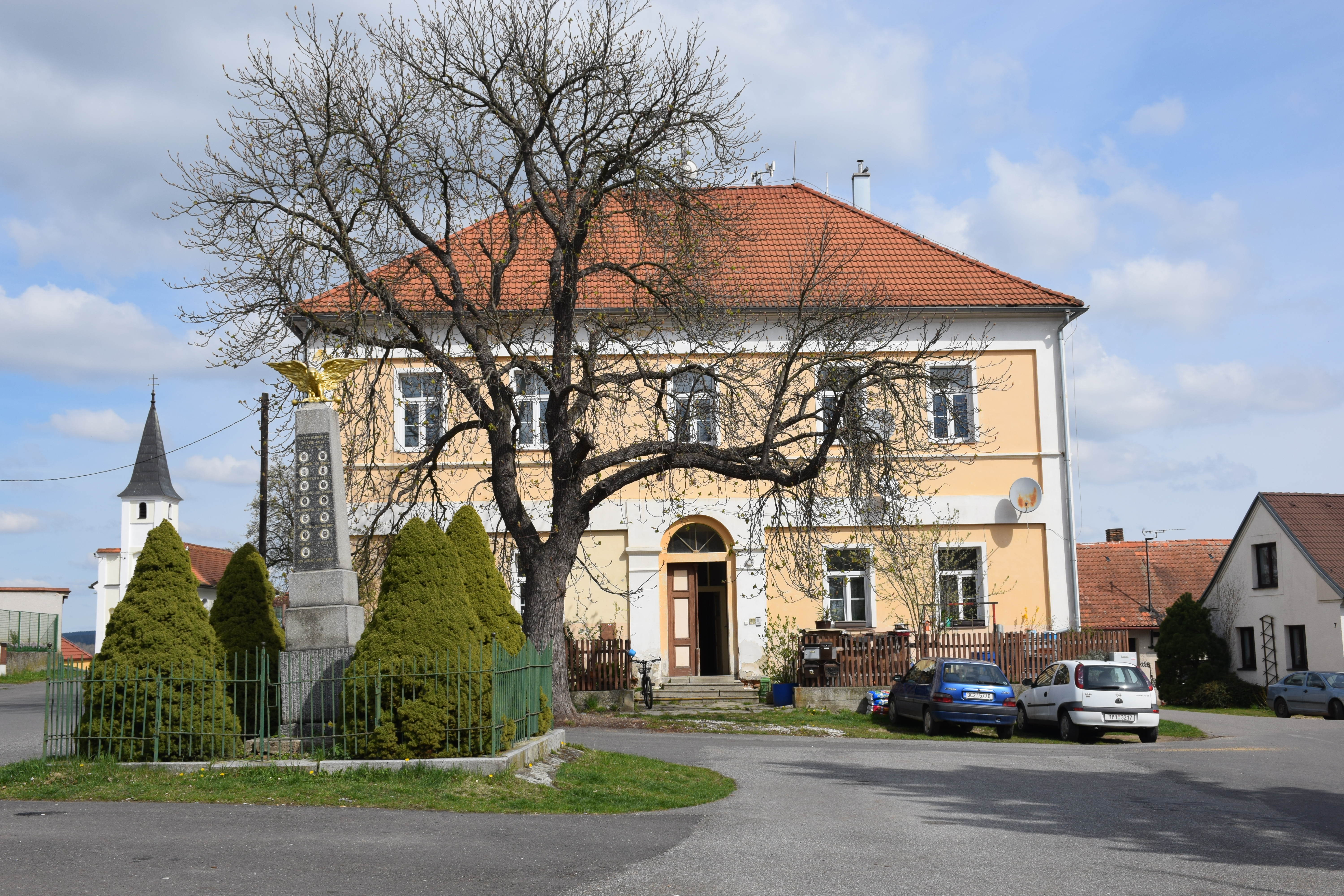
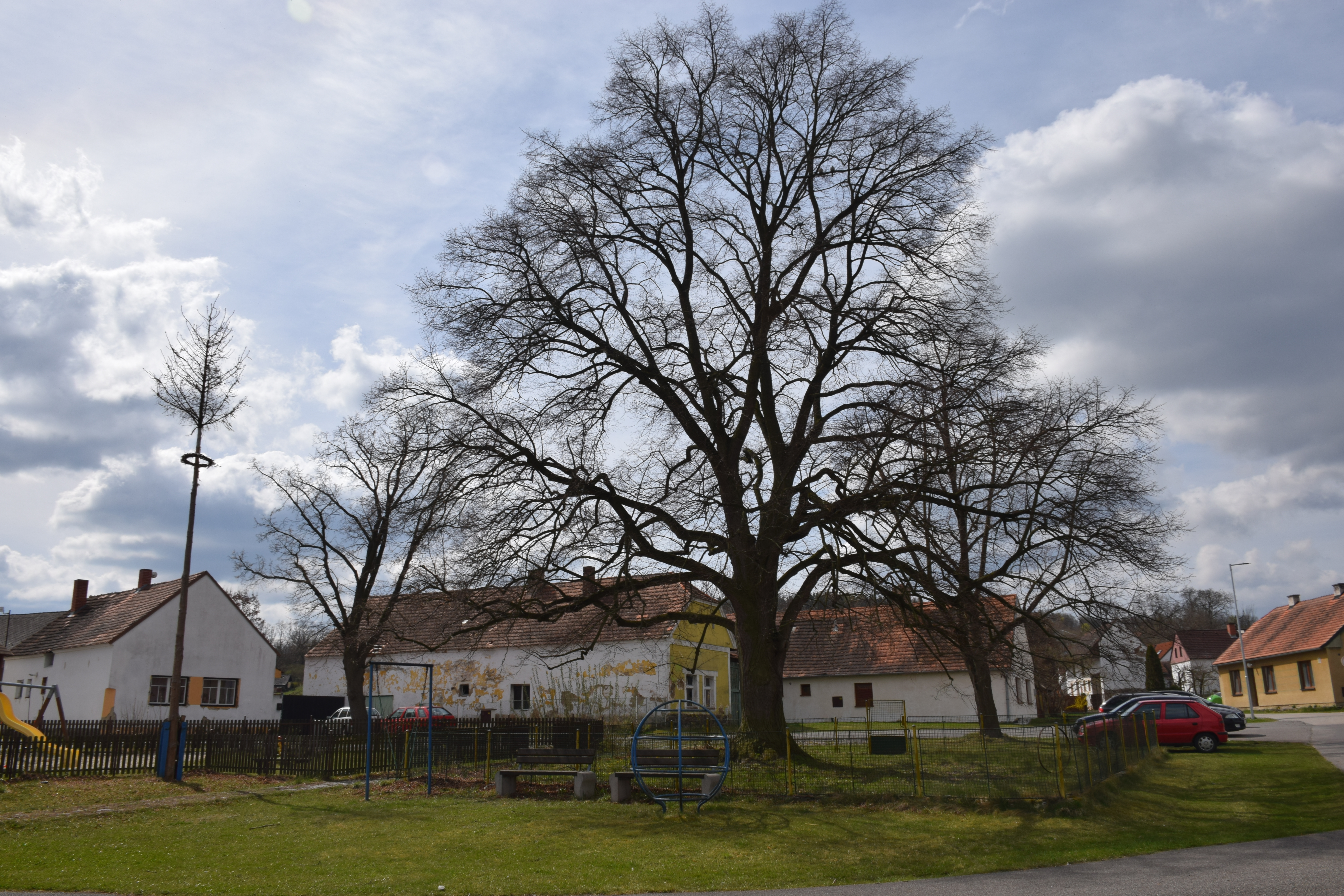